# ロサンゼルス郡都市圏交通局B線
ロサンゼルス郡都市圏交通局B線（B Line）は、アメリカ合衆国カリフォルニア州ロサンゼルス郡を走る地下鉄である。ロサンゼルス郡都市圏交通局が運営し、ラインカラーは「レッド」。

## 概要
1993年にレッドライン（Red Line）として開業。軌間は1435mmで、第三軌条方式。中長距離列車を運行するアムトラックや通勤鉄道のメトロリンクが乗り入れるユニオン駅を起点にハリウッドやユニバーサルスタジオ、ハイテク工業地帯までの路線である。ユニオン駅からウィルシャー/バーモント駅まではD線と線路・ホーム・車両を共用している。2020年に旧称のレッドラインからB線へ改称された。

## 車両
アンサルドブレーダ(現･日立レールイタリア)製のA650が使用されている。
1988年から1997年まで2両×104本が製造された。
- 全長 - 23m
- 全高 - 3.8m
- 全幅 - 3m
- 定員 - 169人、うち座席59人
- 最高速度 - 112km/h